# Bogislav von Heyden-Linden (Generalmajor)

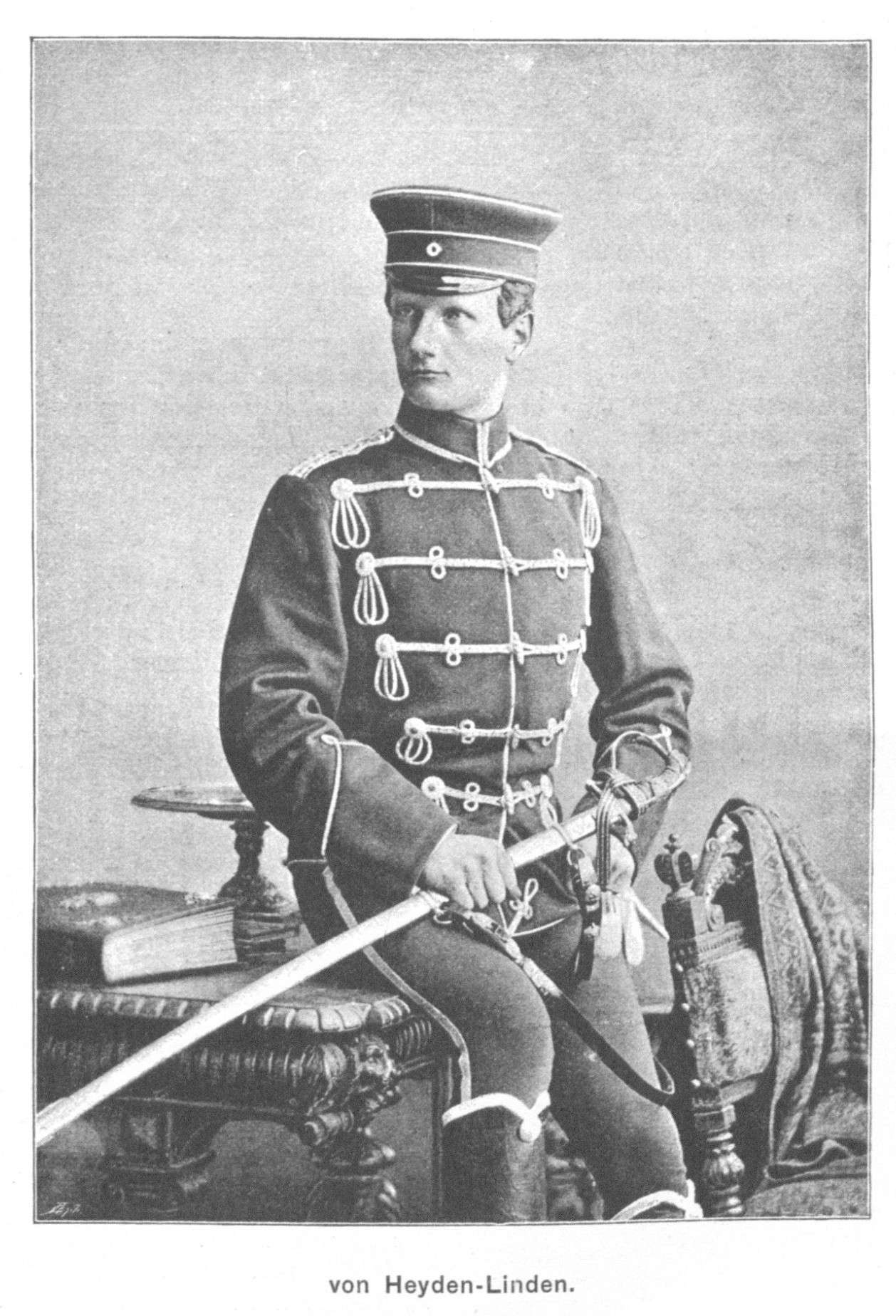
Bogislav von Heyden-Linden, 1901

Bogislav von Heyden-Linden (* 12. Juni 1853 in Neusommersdorf; † 10. Februar 1909 in Marienloh) war einer der populärsten deutschen Reiter seiner Zeit, Generalmajor und Flügeladjutant des Kaisers Wilhelm II. In Berlin war er unter seinem Spitznamen „Puschke“ bekannt.

## Leben
Bogislav von Heyden-Linden war der Sohn von August von Heyden-Linden (1813–1881) und dessen zweiter Frau Rosalie Freiin von Maltzahn (1827–1890). Seine Stiefbrüder waren Wilhelm von Heyden-Linden und Carl von Heyden-Linden.
Nach mehreren Jahren im Kadettenkorps trat er 1871 dem Husaren-Regiment von Zieten in Rathenow im Range eines Fähnrichs bei. Ab 1887 gehörte er dem Ulanen-Regiment Nr. 13 in Hannover an, das er ab 1899 führte. Die Ernennung zum Flügeladjutanten des Kaisers erfolgte 1900. Im Jahr 1902 wurde er zum Oberst befördert. Von 1904 bis 1908 befehligte er die 2. Garde-Kavallerie-Brigade, zuletzt im Range eines Generalmajors.
Bogislav von Heyden-Linden war zeitlebens ein passionierter Herrenreiter. Seine ersten Erfolge errang er in den 1870er Jahren. Er gewann innerhalb von 20 Jahren insgesamt fünfmal das Badener „Große Armee-Jagdrennen“, damals das berühmteste und schwierigste Jagdrennen Deutschlands. 1879 war er mit 24 Siegen deutscher Champion der Amateurrennreiter. Noch 1902 gewann er das „Hoppegartener-Armee-Jagdrennen“.
Bogislav war seit 1892 mit Elisabeth Gräfin von Westphalen zu Fürstenberg (1865–1961) verheiratet. Aus der Ehe gingen die Tochter Rosalia (* 1894) und die Söhne Josef (* 1895), Bogislav (* 1898) und Wilhelm (* 1905) hervor. Er begründete damit eine neue katholische Linie der Familie von Heyden-Linden. Sein gleichnamiger Sohn brach seine militärische Laufbahn als Leutnant ab, um als Bogislav von Heyden Schauspieler zu werden.